# Jay Underwood
Jay Underwood (Minneapolis, 1 oktober 1968) is een Amerikaanse acteur en pastor.

## Biografie
Underwood werd geboren op 1 oktober 1968 in Minneapolis (Minnesota). Midden jaren tachtig had hij een productieve carrière als tieneracteur en speelde hoofdrollen in films waaronder Eric Gibb in The Boy Who Could Fly, Chip Carson in Not Quite Human, Grover Dunn in The Invisible Kid, Sonny Bono in The Sonny and Cher Story, Bug in Uncle Buck en Ernest Hemingway in de televisieserie The Young Indiana Jones Chronicles. Hij speelde ook de Human Torch in de onuitgebrachte film Fantastic Four uit 1994.
In 2001 werd Underwood door de Young Artist Foundation geëerd met de Former Child Star "Lifetime Achievement" Award voor zijn rol in The Boy Who Could Fly.
Underwood werkte van augustus 2005 tot juni 2007 voor de Calvary Bible Church in Burbank als predikant van de middelbare school, terwijl hij een opleiding volgde aan het seminarie. Van 2007 tot 2020 was hij predikant van de First Baptist Church in Weaverville. In januari 2021 keerde hij terug naar de Calvary Bible Church in Burbank, waar hij interim-predikant en -leraar is.

## Filmografie (selectie)
- International Standard Name Identifier: 0000 0000 7707 2564
- Library of Congress Control Number: no2010024954
- Nationale Bibliotheek van Polen: a0000001286791
- Virtual International Authority File: 107425192
- WorldCat: E39PBJhMhcd4P44YGjpPXrVwG3